# Ardanovce
Ardanovce (maďarsky Árdánfalva, německy Ardanowitz) jsou obec na Slovensku, v okrese Topoľčany v Nitranském kraji. V obci žije 221 obyvatel.
V roce 2011 zde žilo 225 obyvatel.

## Geografie

### Poloha
Obec leží v severozápadní části Nitranské pahorkatiny, která se rozkládá pod jižní části Povážského Inovce. Nadmořská výška se pohybuje v rozmezí 195 až 457 m n. m., střed obce je ve výšce 251 m n. m. Jižní část území je odlesněná a tvořena spraší, severozápadní část tvoří druhohorní horniny. Lesy na pohoří tvoří převážně borovice a buk.
Celková rozloha obce je 6,725 km², z toho 34 %připadá na zemědělskou půdu (2020). Na ornou půdu připadlo 25 %, na lesy 62 %, travnaté plochy zaujímaly 7 % atd.
V roce 2023 na zemědělskou půdu připadlo 227,54 ha.

### Obec sousedí
Obec sousedí:
| Banka             |  |          |
| Ratnovce Šalgovce |  | Radošina |
| Šalgovce          |  |          |

## Historie
Podle archeologických nálezů území obce bylo osídleno už v mladší době kamenné – neolitu a eneolitu.
První písemná zmínka o obci pochází z roku 1317, kde je uváděná jako Jardan a byla kúrií. Od roku 1332 byla vlastněna nitranským biskupstvím. V roce 1785 bylo v obci 44 domů a 244 obyvatel, v roce 1900 bylo 277 obyvatel. Hlavní obživou bylo zemědělství a vinohradnictví.

## Památky
- Kostel svatého Michala archanděla z roku 1503, barokní přestavba byla v roce 1705. V letech 1753–1754 byla přistavěna věž a kostel byl nově zaklenut. Ve věži jsou zavěšeny zvony z let 1846, 1851 a 1889.[7]
- Fara z roku 1787 s klasicistní přestavbou v roce 1804.[8]